# Farhad Ghaemi
Farhad Ghaemi (in persiano فرهاد قائمی‎; Gonbad-e Kavus, 28 agosto 1989) è un pallavolista iraniano.
Gioca nel ruolo di schiacciatore nel Labanyat Haraz Amol.

## Palmarès

### Club
- Campionato iraniano: 2

2012-13, 2014-15
- Campionato asiatico per club: 3

2013, 2016, 2017

### Nazionale (competizioni minori)
- Campionato asiatico e oceaniano under 18 2007
- Campionato mondiale under 19 2007
- Campionato asiatico e oceaniano under 20 2008
- Giochi asiatici 2014
- Giochi asiatici 2018

### Premi individuali
- 2009 - Campionato mondiale maschile under 21 di pallavolo: Miglior schiacciatore
- 2013 - Campionato asiatico per club: Miglior servizio